# Anorak

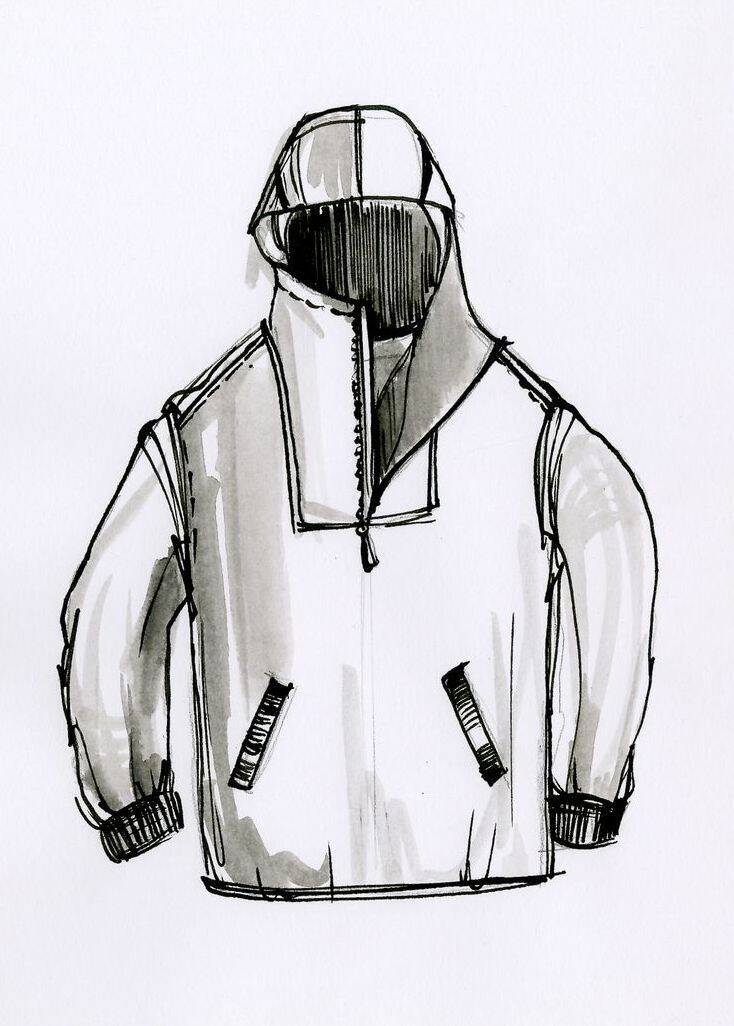
Anorak, modeskiss.

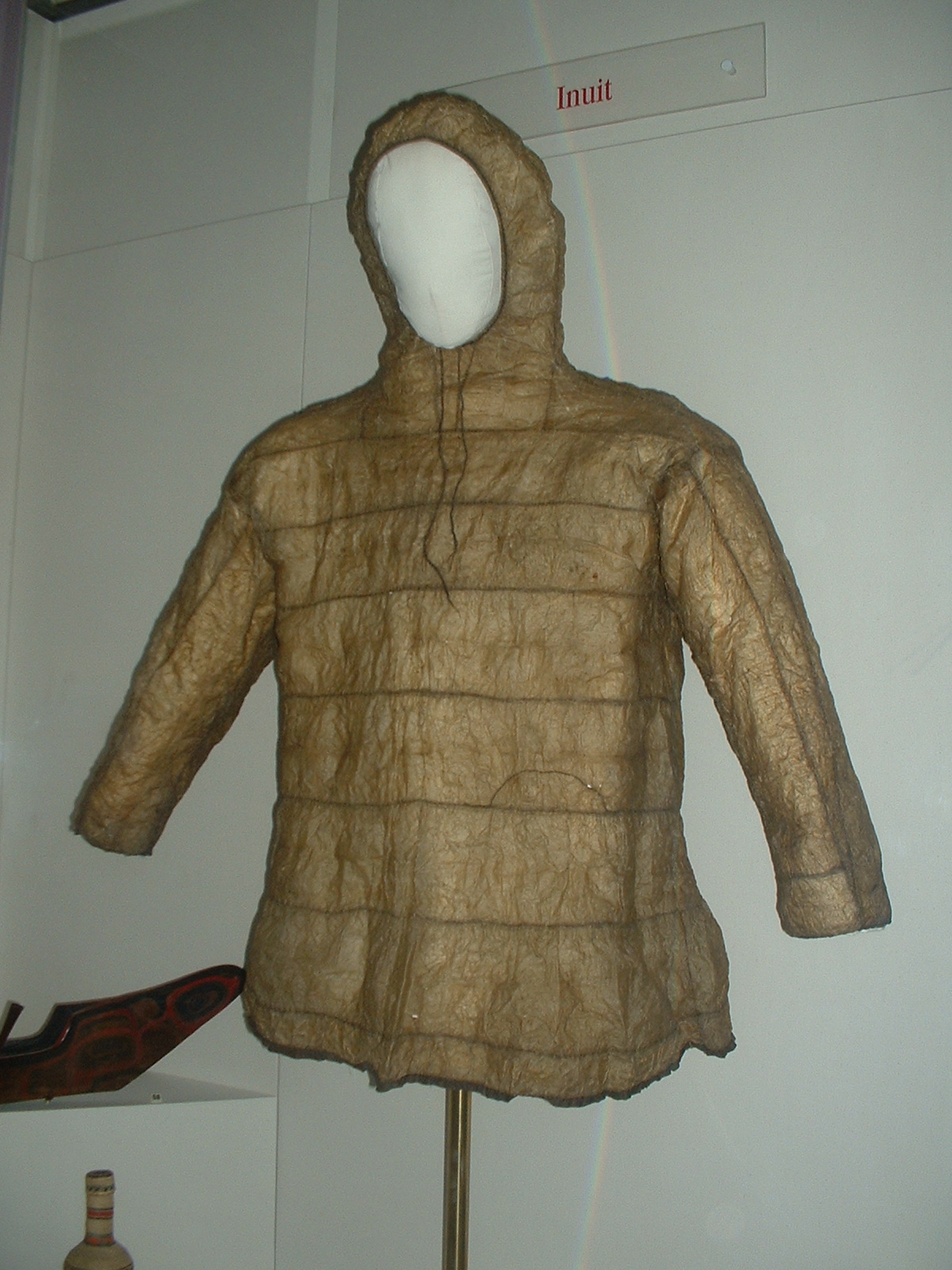
Anorak.

Anorak (från inuktitut) var ursprungligen namnet på det kapuschongförsedda skinnöverplagg som används av grönländska inuiter. Numera menas vanligtvis en tunn, vindtät sportjacka med kapuschong som vanligtvis saknar knäppning hela vägen ned och måste dras över huvudet.
Vanligt på moderna anoraker är dragskor, kardborrband eller blixtlås.